# Noisettes
Noisettes (ocasionalmente escrito como NOISEttes) es una banda de Indie rock proveniente de Londres, Inglaterra, y que está compuesto por su vocalista y bajista Shingai Shoniwa, el guitarrista Dan Smith y el baterista, Jamie Morrison. La banda inicialmente logró un éxito comercial y el reconocimiento a nivel nacional con el segundo sencillo de su segundo álbum, "Don't Upset the Rhythm (Go Baby Go)" que alcanzó el puesto #2 en la lista de sencillos del Reino Unido en la primavera de 2009.

## Historia

### 2003–2009: Formación yWhat's the Time Mr. Wolf?
La banda se formó en 2003 cuando el guitarrista Dan Smith y la cantante Shingai Shoniwa se conocieron en el BRIT School en Croydon, quiénes ya habían estado juntos en la banda Sonarfly. El baterista Jamie Morrison (antiguo miembro de Living With Eating Disorders, Willis, Six Toes, Jaywalk Buzz, Loden Jumbo y otros grupos) fue reclutado luego de que Smith lo viera en una presentación en el programa británico Later... with Jools Holland con su banda en aquel entonces, Willis. The Noisettes se hizo muy popular rápidamente en Londres.
Los primeros comentarios acerca de la banda fueron muy positivos. Entertainment Weekly posicionó a la banda en su listado de noviembre de 2005 de "Six Indie Brit Band on the Cusp" (Seis Bandas Británicas en la Cúspide). En un artículo de bandas británicas publicado en marzo de 2006, USA Today dijo, "La incendiaria Shingai Shoniwa lidera este banda de blues-punk de Londres, conocido por sus salvajes y explosivos shows en vivo".

### 2009–2011:Wild Young Hearts
En enero de 2009, la canción "Don't Upset the Rhythm (Go Baby Go)" apareció en un comercial de Mazda 2. La canción fue el segundo sencillo de su segundo álbum de estudio Wild Young Hearts el cual fue producido por Jim Abbiss. El álbum fue lanzado el 20 de abril de ese mismo año.
En enero de 2010, el baterista Jamie Morrison dejó la banda.

### 2012–presente:Contact
El 25 de abril de 2012, Noisettes lanzó un video de su nueva canción "Winner", el primer tráiler del primer sencillo de su más reciente álbum. El dúo más tarde lanzó el sencillo "That Girl", como el principal sencillo del disco, el que se ubicó en el puesto #87 en el UK SIngles Chart. El álbum, titulado Contact, fue publicado el 27 de agosto de ese mismo año. Recibió críticas generalmente positivas, pero no tuvo un gran impacto comercial y solo alcanzó a llegar al puesto #30 en el UK Albums Chart, siendo la posición más baja en comparación a sus antecesores. "I Want You Back" fue lanzada como segundo sencillo el 12 de noviembre de 2012, pero no entró en las listas de éxitos.

## Discografía
- What's the Time Mr. Wolf? (2007)
- Wild Young Hearts (2009)
- Contact (2012)

### EP
- Three Moods of the Noisettes (11 de abril de 2005)
- What's The Time Mini-Wolf? (26 de diciembre de 2006) Solo iTunes
- London Festival '09 (23 de julio de 2009)